# Borysowo
Borysowo (niem. Borishof, do 1938: Borrishof) – osada w Polsce, położona w województwie warmińsko-mazurskim, w powiecie oleckim, w gminie Kowale Oleckie.
W latach 1975–1998 miejscowość administracyjnie należała do województwa suwalskiego.
Obecnie w miejscowości nie ma zabudowy.